# Distretto di Beibei
Il distretto di Beibei (cinese semplificato: 北碚区; cinese tradizionale: 北碚區; mandarino pinyin: Běibèi Qū) è un distretto di Chongqing. Ha una superficie di 755 km² e una popolazione di 650.000 abitanti al 2006.